# Courtacon
Courtacon ist eine französische Gemeinde im Département Seine-et-Marne in der Île-de-France. Sie gehört zum Kanton Provins (bis 2015 Kanton Villiers-Saint-Georges) im Arrondissement Provins. Sie grenzt im Nordwesten an Leudon-en-Brie, im Nordosten an Saint-Mars-Vieux-Maisons, im Osten an Cerneux, im Südosten an Augers-en-Brie und Les Marêts, im Süden an Champcenest und im Westen an Beton-Bazoches. Die Bewohner nennen sich Courtaconnais.
Die Route nationale 4 und die vormalige RN 304 kreuzen sich in Courtacon. Letztere wurde zu einer Départementsstraße abgestuft.

## Bevölkerungsentwicklung
| Jahr      | 1962 | 1968 | 1975 | 1982 | 1990 | 1999 | 2008 | 2014 |
| --------- | ---- | ---- | ---- | ---- | ---- | ---- | ---- | ---- |
| Einwohner | 205  | 177  | 144  | 146  | 155  | 179  | 191  | 252  |

## Sehenswürdigkeiten
- Kirche St-Martin (siehe auch: Liste der Monuments historiques in Courtacon)

## Weblinks

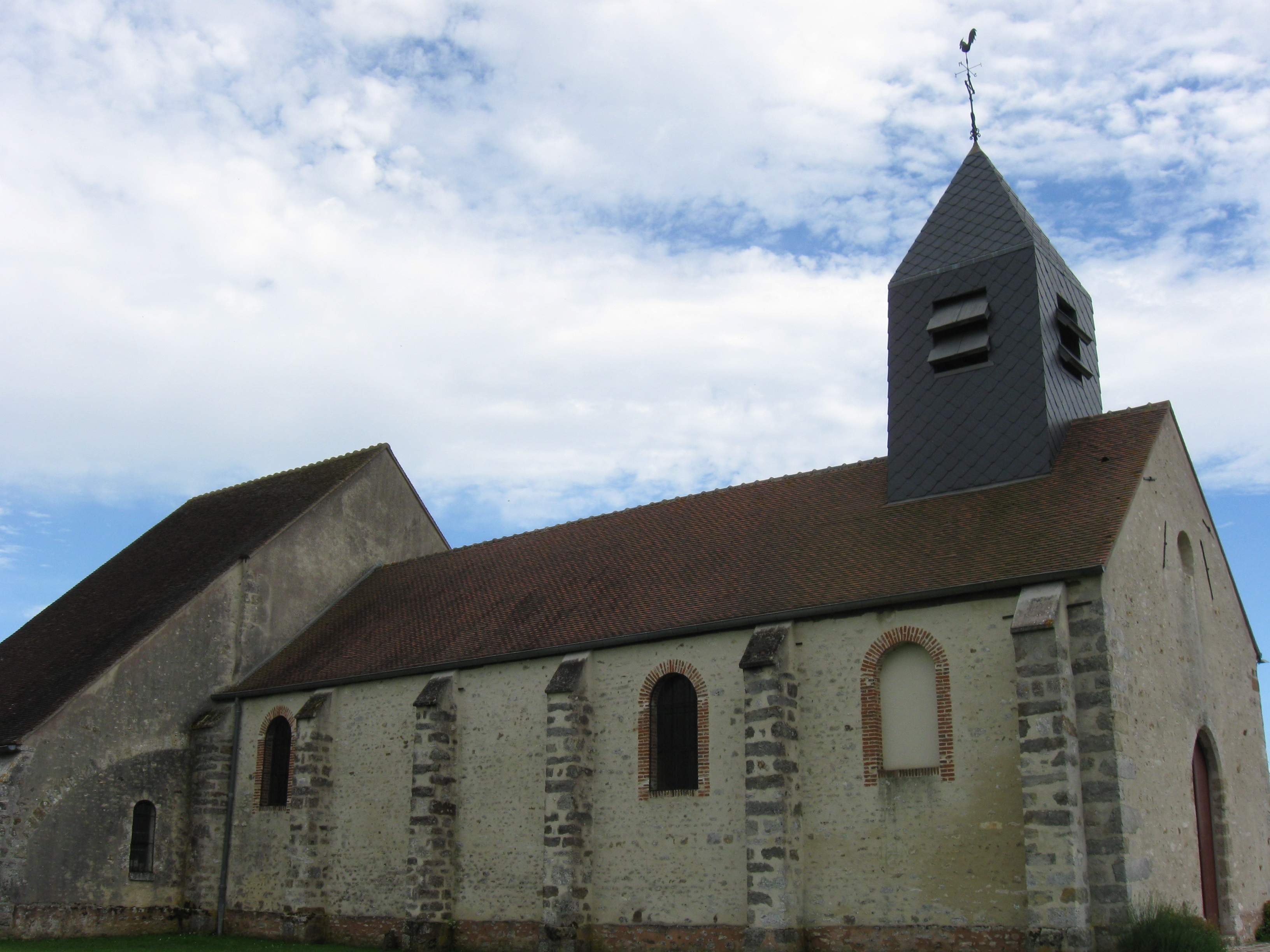
Kirche St-Martin